# 가가와역 (가나가와현)
가가와역(일본어: 香川駅)은 일본 가나가와현 지가사키시에 위치한 동일본 여객철도 사가미 선의 철도역이다. 단선 승강장 1면 1선의 구조를 갖춘 지상역이다.

## 이용 현황
| 승차 인원 추이 | 승차 인원 추이 |
| 연도           | 1일 평균       |
| -------------- | -------------- |
| 1995           | 4,011          |
| 1998           | 4,245          |
| 1999           | 4,143          |
| 2000           | 4,035          |
| 2001           | 3,939          |
| 2002           | 3,946          |
| 2003           | 3,992          |
| 2004           | 4,040          |
| 2005           | 4,140          |
| 2006           | 4,382          |
| 2007           | 4,586          |
| 2008           | 4,754          |
| 2009           | 4,737          |
| 2010           | 4,781          |
| 2011           | 4,795          |
| 2012           | 4,937          |
| 2013           | 5,077          |
| 2014           | 4,900          |
| 2015           | 5,080          |

## 역 주변
- 지가사키 시 가가와 공민관
  - 지가사키 시청 가가와 시민 창구센터
  - 지가사키 시립 도서관 가가와 분관

## 역사
- 1921년 9월 28일 : 지가사키 - 사무카와 간 개통시에, 사가미 철도의 역으로서 개업.
- 1944년 6월 1일 : 국유화에 의해 일본국유철도 사가미 선의 역이 됨.
- 1987년 4월 1일 : 일본국유철도 분할 민영화에 의해, 동일본 여객철도가 승계.
- 2001년 11월 18일 : IC카드 Suica 사용 개시.
- 2016년 2월 12일 : 미도리노마도구치 영업 종료.

## 인접 역
| 동일본 여객철도 ■ 사가미 선 | 동일본 여객철도 ■ 사가미 선 | 동일본 여객철도 ■ 사가미 선 |
| --------------------------- | --------------------------- | --------------------------- |
| 기타치가사키 지가사키 방면  | ■ 사가미 선                 | 사무카와 하시모토 방면      |